# Sufficit Diei malitia sua
Sufficit diei malitia sua è una locuzione latina (divenuta massima) tratta dal versetto 34 del sesto capitolo del Vangelo secondo Matteo nella traduzione Vulgata realizzata da San Girolamo verso la fine del IV secolo.
Traducibile letteralmente come "ad ogni giorno basta il suo male", invita il lettore ad accettare le fatiche e il dolore del quotidiano senza preoccuparsi in anticipo di quello futuro.